# Моріс Цімерман
Моріс Цімерман (10 грудня 1876, Летичів, Російська імперія (зараз Україна) — 27 жовтня 1959) —визначний американський підприємець у Балтиморі, Меріленд. Він заснував компанію «Howard Luggage Company», що займала провідні позиції в штаті Меріленд. Компанія успішно працювала на ринку протягом 93 років і припинила свою діяльність лише у 2007 році. До самого кінця свого існування фірмою керували нащадки Моріса Цімермана.
Моріс почав свою діяльність з батьком і братами у Летичеві, виготовляючи вручну валізи, які збували по всій Україні. В 26-річному віці Моріс сам емігрував до США, залишивши в Летичеві вагітну 17-річну дружину півторарічну доньку. Він влаштувався на роботу в Балтиморі на валізну фабрику і, заробивши згодом достатньо грошей, забрав до себе жінку та дітей. Через деякий час він очолив профспілку на цій фабриці. За його профспілкову діяльність він був звільнений з роботи і внесений до чорного списку усіма виробниками валіз.
Це його змусило заснувати свій власний бізнес. У 1914 році він відкрив «Магазин Валіз Цімермана» в Балтиморі. З часом він розширив бізнес, ставши власником 41 об'єкту нерухомості і 2-х кінотеатрів. В 1923 році Моріс занедужав, був майже при смерті. Поки він хворів, його бізнес збанкрутів і Моріс втратив свій будинок. З допомогою своїх дітей до 1925 року він відновив «Zimmerman's Luggage Shop».
В 1936 році його бізнес знову пережив кризу, але зі вступом США в Другу Світову війну він відновив свої позиції і пішов на пенсію заможною людиною у 1944 році.
Моріс був одружений з Деною Зінґер (1885–1964) з 1901 року і в них було шестеро дітей: Бетті (1902–1979), Роза (1904–1904), Сідней (1908–1976), Ширлі (1909–1997), Аннет (1919), та Пауліна (1927).